# Ilustración de libros

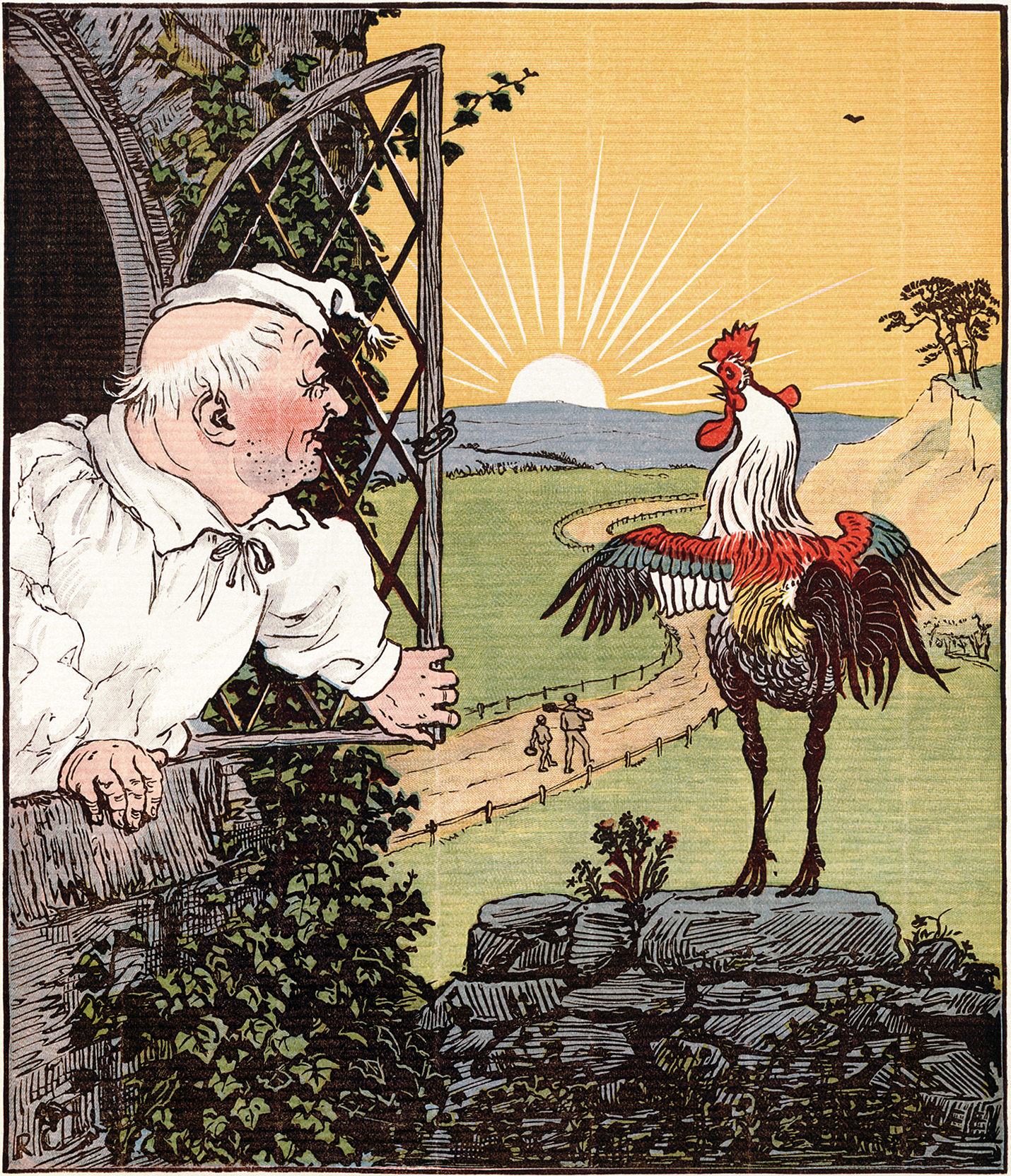
Ilustración del cuento "La casita que construyó Jack"; impreso por Edmund Evans, ilustrado por Randolph Caldecott (1887).

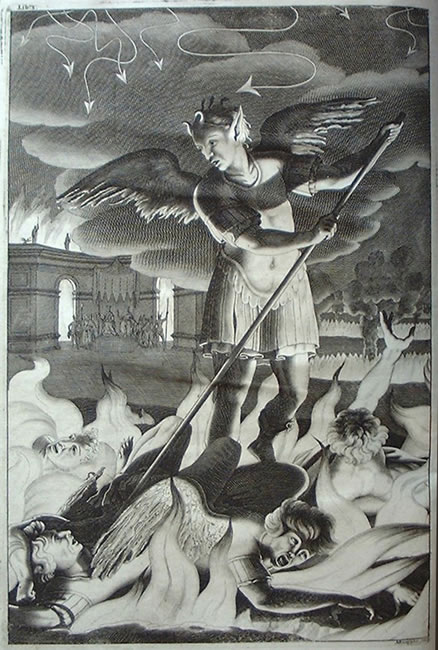
Una de las 12 ilustraciones de la 4.ª edición del Paradise Lost de John Milton, ilustrado por John Baptist Medina, 1688.

La ilustración de libros manuscritos era una artesanía muy desarrollada en tiempos antiguos, y la tradición de iluminar manuscritos floreció en occidente hasta que se inventó la imprenta. En otras partes del mundo existieron prácticas similares, tales como las miniaturas persas.  La ilustración de libros tal como la conocemos hoy se origina en el siglo XV a partir de ilustraciones mediante talla en madera que rápidamente fueron incluidas en los primeros libros impresos, y posteriormente libros impresos en bloque. Se utilizaron otras técnicas tales como el grabado, aguafuerte, litografía y diversos métodos de impresión a color para expandir las posibilidades y fueron utilizadas por maestros tales como Daumier, Doré o Gavarni.

## Historia
La ilustración de libros tal como se la conoce a principios del siglo XXI evolucionó a partir de las primitivas impresiones mediante xilografía europeas. A comienzos del siglo XV, las barajas de juego comenzaron a ser impresas mediante impresión xilográfica con bloques de madera, que fue el primer uso de las impresione en un orden y secuencia definido. "Las primeras impresiones en bloque europeas con una función de comunicación fueron las tarjetas de santos." 

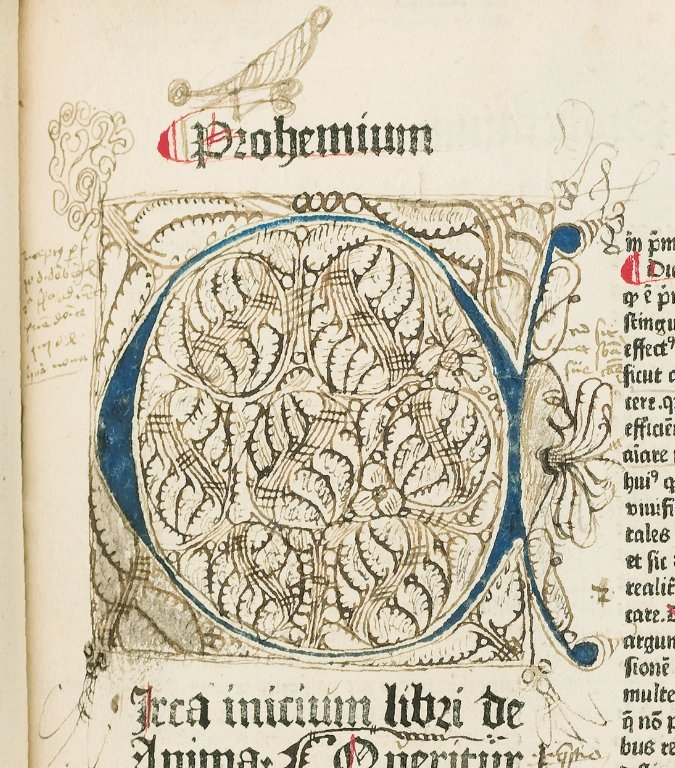
Iluminación con viñetas y dibujos, incluido un hombre de perfil con la boca abierta, con varias lenguas. Copulata, "De Anima", f. 2a. HMD Collection, WZ 230 M772c 1485.

En la medida que la impresión se popularizó y los libros se volvieron más comunes, los impresores comenzaron a utilizar trozos de madera tallada para ilustrarlos. De esta manera, "los centros de producción de tallas de madera para imprimir barajas y tarjetas religiosas se convirtieron en centros de libros ilustrados.  A menudo los impresores de los primeros libros reutilizaban varias veces y contaban con "sellos" de figuras, o de los atributos de los santos, los cuales organizaban de diferentes formas en una imagen de mayor porte para obtener variaciones en la impresión final. Por varias décadas los libros de lujo se imprimieron a menudo con espacios en blanco para iluminarlos a mano según el uso antiguo.
A diferencia de las otras técnicas utilizadas con posterioridad, el tallado de madera utiliza impresión por relieve de forma análoga al uso de tipos de metal, por lo que es posible compaginar e imprimir páginas donde haya texto e ilustraciones. Sin embargo los resultados de esta técnica son algo rudimentarios o era costosa si se utilizaba un tallador de madera de renombre, y solo podía mostrar ilustraciones con gran detalle si se utilizaban páginas de grandes proporciones.  La misma no era adecuada para el nivel de detalle necesario en los mapas, y la edición boloñesa de la Cosmographia de Ptolomeo fue el primer libro en tener mapas impresos y en estar ilustrado mediante grabados (por Taddeo Crivelli) en vez de tallas en madera.  Sin embargo casi no se utilizaron ilustraciones mediante grabado hasta 1490, y en cambio entre 1480 a 1540 se produjeron un estilo de libros costosos y lujosos decorados mediante metalcut, en su mayor parte religiosos y producidos en París. A mediados del siglo XVI ;la técnica de talla en madera fue gradualmente reemplazada por grabado a buril técnicas de grabado y aguafuerte las cuales fueron dominantes a partir de 1560-90, primero en Amberes, luego en Alemania, Suiza e Italia, los centros impresores más importantes. Continuando de esta forma hasta fines del siglo XIX.  Las mismas requerían que las ilustraciones fueran impresas por separado, utilizando una prensa de impresión distinta,  alentando de esta forma el uso de ilustraciones que ocuparan toda una página, lo que se convirtió en la norma.
El grabado y el aguafuerte brindaban una mejor definición y permitían mostrar detalles más finos en las ilustraciones, por lo que a partir de fines del siglo XV se convirtieron en las técnicas preferidas, a menudo utilizando las técnicas en una misma placa.  Por ello ahora un gran número de libros contaron con ilustraciones, inicialmente solo unas pocas páginas, pero gradualmente el número de ilustraciones en cada libro fue en aumento, con una tendencia a preferir el aguafuerte por sobre el grabado.  Una serie de libros particulares tales como obras científicas y técnicas, libros para niños, y atlas fueron ahora profusamente ilustrados, y a partir de mediados del siglo XVIII muchas de las nuevas formas de novela incluían algunas ilustraciones.

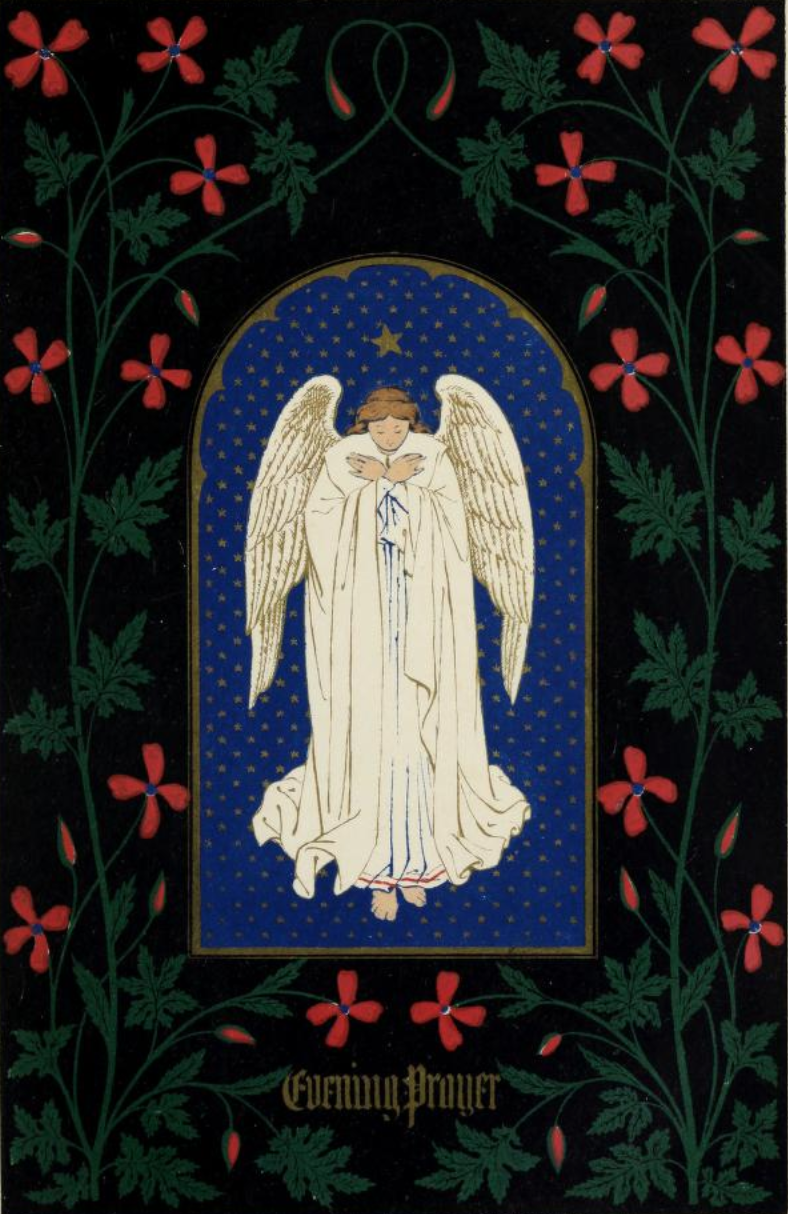
Ilustración de la «Oración de la Tarde» del Libro de Oración Común iluminado de 1845, diseñada por Owen Jones, cromolitografíada en azul, rojo, dorado y verde.

Los libros lujosos sobre temas de geografía e historia natural, y algunos libros para niños, tenían ilustraciones impresas que eran coloreadas a mano, pero en Europa ninguna de las técnicas experimentales para impresión a color fue muy utilizada antes de mediados del siglo XIX, para cuando varias técnicas diferentes comenzaron a tener éxito.  En el este de Asia la impresión a color mediante varios bloques de madera diferentes era cada vez más usada; la técnica desarrollada en Japón se denomina nishiki-e, y se usaba tanto en libros como en estampas ukiyo-e.
La litografía (inventada por Alois Senefelder en 1819) permitió una mayor variedad de textos y precisión. Ello se debe a que el artista puede ahora dibujar directamente en la placa que se  usará para imprimir.
Durante los siglos XIX y XX se desarrollaron nuevas técnicas que revolucionaron las ilustraciones de libros. A comienzos del siglo XIX, el proceso de fotograbado permitió reproducir fotografías en los libros. En este proceso, se utiliza una gelatina sensible a la luz para transferir la imagen a una placa de metal, que luego es tratada con un químico. Otro proceso, cromolitografía, que fue desarrollada en Francia a mediados del siglo XIX, permitió la impresión a color. El proceso era sumamente laborioso y costoso ya que el artista debía preparar una placa distinta para cada color a utilizar. A fines del siglo XX, el proceso denominado litografía offset que abarató y redujo el tiempo requerido para la impresión a color. El proceso utiliza un proceso químico para transferir un negativo fotográfico a una goma antes de imprimir.
Varios movimientos artísticos de los siglo XIX y XX se interesaron por enriquecer el diseño e ilustración de los libros. Por ejemplo, Aubrey Beardsley, un propulsor del Art Nouveau y el Esteticismo, tuvo gran influencia en las ilustraciones de libros. Beardsley se especializaba en erótica y algunos de sus mejores dibujos corresponden a ilustraciones para la primera edición inglesa de la obra Salomé de Oscar Wilde  (1894).